# Cristóbal Silva
Cristóbal Mauricio Silva Ibaceta (nascido em 12 de outubro de 1979) é um ciclista chileno que participa em competições de ciclismo de montanha. Defendeu as cores do Chile em dois Jogos Olímpicos, em Atenas 2004 e Pequim 2008.